# Canoa/kayak ai Giochi della XX Olimpiade - K2 500 metri femminile
La competizione del K2 500 metri femminile di Canoa/kayak ai Giochi della XX Olimpiade si è disputata nei giorni dal 5 al 9 settembre 1972 presso il Regattastrecke Oberschleißheim di Oberschleißheim.

## Programma
| Data             | Round      | Nota                                          |
| ---------------- | ---------- | --------------------------------------------- |
| 5 settembre 1972 | 2 Batterie | Le prime 3 in finale. Le restanti ai recuperi |
| 8 settembre 1972 | 1 Recupero | Le prime 3 in finale                          |
| 9 settembre 1972 | Finale     |                                               |

## Risultati

### Batterie
| Pos. | Nazione          | Atlete                                     | Totale  | Nota |
| ---- | ---------------- | ------------------------------------------ | ------- | ---- |
| 1    | Unione Sovietica | Ljudmila Pinaeva, Katerina Kuryško         | 2'00"31 | Q    |
| 2    | Germania Est     | Ilse Kaschube, Petra Grabowski             | 2'00"96 | Q    |
| 3    | Ungheria         | Anna Pfeffer, Katalin Hollósy              | 2'01"87 | Q    |
| 4    | Polonia          | Izabella Antonowicz, Ewa Grajkowska-Stańko | 2'04"30 |      |
| 5    | Bulgaria         | Natasha Petrova, Petrana Koleva            | 2'05"16 |      |
| 6    | Canada           | Marjorie Homer, Claudia Hunt               | 2'11"24 |      |

| Pos. | Nazione        | Atlete                                          | Totale  | Nota |
| ---- | -------------- | ----------------------------------------------- | ------- | ---- |
| 1    | Romania        | Maria Nichiforov, Viorica Dumitru               | 1'59"59 | Q    |
| 2    | Germania Ovest | Roswitha Esser, Renate Breuer                   | 2'00"32 | Q    |
| 3    | Paesi Bassi    | Mieke Jaapies, Maria van der Holst-Blijlevens   | 2'03"33 | Q    |
| 4    | Cecoslovacchia | Anastázie Hajná-Fridrichová, Oldřiška Kaplanová | 2'06"73 |      |
| 5    | Gran Bretagna  | Helen Woodhouse, Pamela Renshaw                 | 2'10"22 |      |
| 6    | Stati Uniti    | Nancy Purvis, Linda Murray-Dragan               | 2'11"50 |      |

### Recupero
| Pos. | Nazione        | Atlete                                          | Totale  | Nota |
| ---- | -------------- | ----------------------------------------------- | ------- | ---- |
| 1    | Polonia        | Izabella Antonowicz, Ewa Grajkowska-Stańko      | 1'55"05 | Q    |
| 2    | Bulgaria       | Natasha Petrova, Petrana Koleva                 | 1'57"31 | Q    |
| 3    | Cecoslovacchia | Anastázie Hajná-Fridrichová, Oldřiška Kaplanová | 1'58"25 | Q    |
| 4    | Stati Uniti    | Nancy Purvis, Linda Murray-Dragan               | 2'01"27 |      |
| 5    | Canada         | Marjorie Homer, Claudia Hunt                    | 2'03"60 |      |
| 6    | Gran Bretagna  | Helen Woodhouse, Pamela Renshaw                 | 2'04"44 |      |

### Finale
| Pos.    | Nazione          | Atlete                                          | Totale  | Nota |
| ------- | ---------------- | ----------------------------------------------- | ------- | ---- |
| Oro     | Unione Sovietica | Ljudmila Pinaeva, Katerina Kuryško              | 1'53"50 |      |
| Argento | Germania Est     | Ilse Kaschube, Petra Grabowski                  | 1'54"30 |      |
| Bronzo  | Romania          | Maria Nichiforov, Viorica Dumitru               | 1'55"01 |      |
| 4       | Ungheria         | Anna Pfeffer, Katalin Hollósy                   | 1'55"12 |      |
| 5       | Germania Ovest   | Roswitha Esser, Renate Breuer                   | 1'55"64 |      |
| 6       | Polonia          | Izabella Antonowicz, Ewa Grajkowska-Stańko      | 1'57"45 |      |
| 7       | Paesi Bassi      | Mieke Jaapies, Maria van der Holst-Blijlevens   | 1'58"11 |      |
| 8       | Bulgaria         | Natasha Petrova, Petrana Koleva                 | 1'59"40 |      |
| 9       | Cecoslovacchia   | Anastázie Hajná-Fridrichová, Oldřiška Kaplanová | 1'59"84 |      |